# Classe Tchapaïev
Pour les articles homonymes, voir Tchapaïev.
La classe Tchapaïev est un groupe de cinq croiseurs construits durant et après la Seconde Guerre mondiale pour la Marine soviétique.